# Vinko Novak
Vinko Novak, slovenski slikar in risar, * (?) 1842, Ljubljana, † 20. marec 1923, Ljubljana.

## Življenje in delo
Novak je že kot trgovski pomočnik in trgovec v Šentvidu pri Ljubljani in kasneje v Ljubljani v prostem času mnogo risal. Tiskar J. Krajec iz Novega mesta in J. Pfeifer, upravitelj križniškega reda in koncipist deželne vlade v Ljubljani, sta ga pridobila, da je napravil kopije za Krajčev ponatis Valvasorjevega dela Die Ehre des Hertzogthums Crain, ki ga je Krajc v letih 1877−1879 izdajal v snopičih. Pozneje je opustil poklic trgovca ter risal in slikal diplome, portrete, pokrajine, tihožitja in cerkvene slike. Slikal je z vodenimi in oljnatimi barvami. Naslikal je npr. sv. Jožefa za Štepanjo vas, portretiral svoje domače in S. Gregorčiča. Zadnja leta je posebno rad slikal pokrajine, npr. Dobrovo (1908), ljubljanski grad (1908), Fužine pri Ljubljani, Skaručino ob luninem svitu, Kranjsko goro, Šmarno goro, Bled. K Sienkiewiczevemu romanu Z ognjem in mečem je napravil 6 oljnih slik. 